# چغندرتپه شرقی
چغندرتپه شرقی مربوط به دوران‌های تاریخی پس از اسلام است و در شهرستان علی‌آباد، بخش مرکزی، روستای معصوم‌آباد واقع شده و این اثر در تاریخ ۱۰ بهمن ۱۳۸۳ با شمارهٔ ثبت ۱۱۳۰۰ به‌عنوان یکی از آثار ملی ایران به ثبت رسیده است.